# 三國神社站
三國神社站（日语：／ Mikuni-Jinjya eki */?）是位於福井縣坂井市三國町三國東七丁目，越前鐵道的三國蘆原線車站。車站編號為E42。

## 歷史
- 1930年7月1日：三國蘆原電鐵車站啟用[1]。
- 1942年8月1日：京福電氣鐵道（京福）收購合併三國蘆原電鐵[2][3]，成為三國蘆原線的車站。
- 1975年6月1日：成為無人車站[4]。
- 2001年6月25日：由於越前本線事故（日语：京福電気鉄道越前本線列車衝突事故），京福電氣鐵道被勒令停運所有路線，本站亦被暫停服務[5][6]。
- 2003年：

- 2月1日：車站設施轉讓至越前鐵道。
- 8月10日：路線重開。

- 2024年10月11日：越前鐵道及福井鐵道均可使用ICOCA及全國通用IC卡付款[8][9]。

## 車站構造
車站是一座地面車站，設有1面1線單式月台，月台位於路軌南邊。站內設有候車室，在月台上設有站名牌。月台沒有上蓋。入口和月台之間設有斜道。

## 利用狀況
在「令和4年坂井市統計年報」中，以下為1日平均乘車人次：
| 乘車人次變化 | 乘車人次變化 | 乘車人次變化 |
| 年度         | 1日平均人次  | 參考資料     |
| ------------ | ------------ | ------------ |
| 2003年       | 39           | [ 13 ]       |
| 2004年       | 47           | [ 13 ]       |
| 2005年       | 56           | [ 13 ]       |
| 2006年       | 62           | [ 13 ]       |
| 2007年       | 59           | [ 13 ]       |
| 2008年       | 66           | [ 14 ]       |
| 2009年       | 67           |              |
| 2010年       | 69           |              |
| 2011年       | 71           |              |
| 2012年       | 67           |              |
| 2013年       | 72           |              |
| 2014年       | 67           |              |
| 2015年       | 72           |              |
| 2016年       | 74           |              |
| 2017年       | 71           |              |
| 2018年       | 73           |              |
| 2019年       | 72           |              |
| 2020年       | 55           |              |
| 2021年       | 58           |              |

## 車站周邊
車站至三國港站之間一帶都是坂井市三國町的市區。此站附近設有町內政府機構。
- 櫻谷公園
- 三國神社（日语：三國神社）

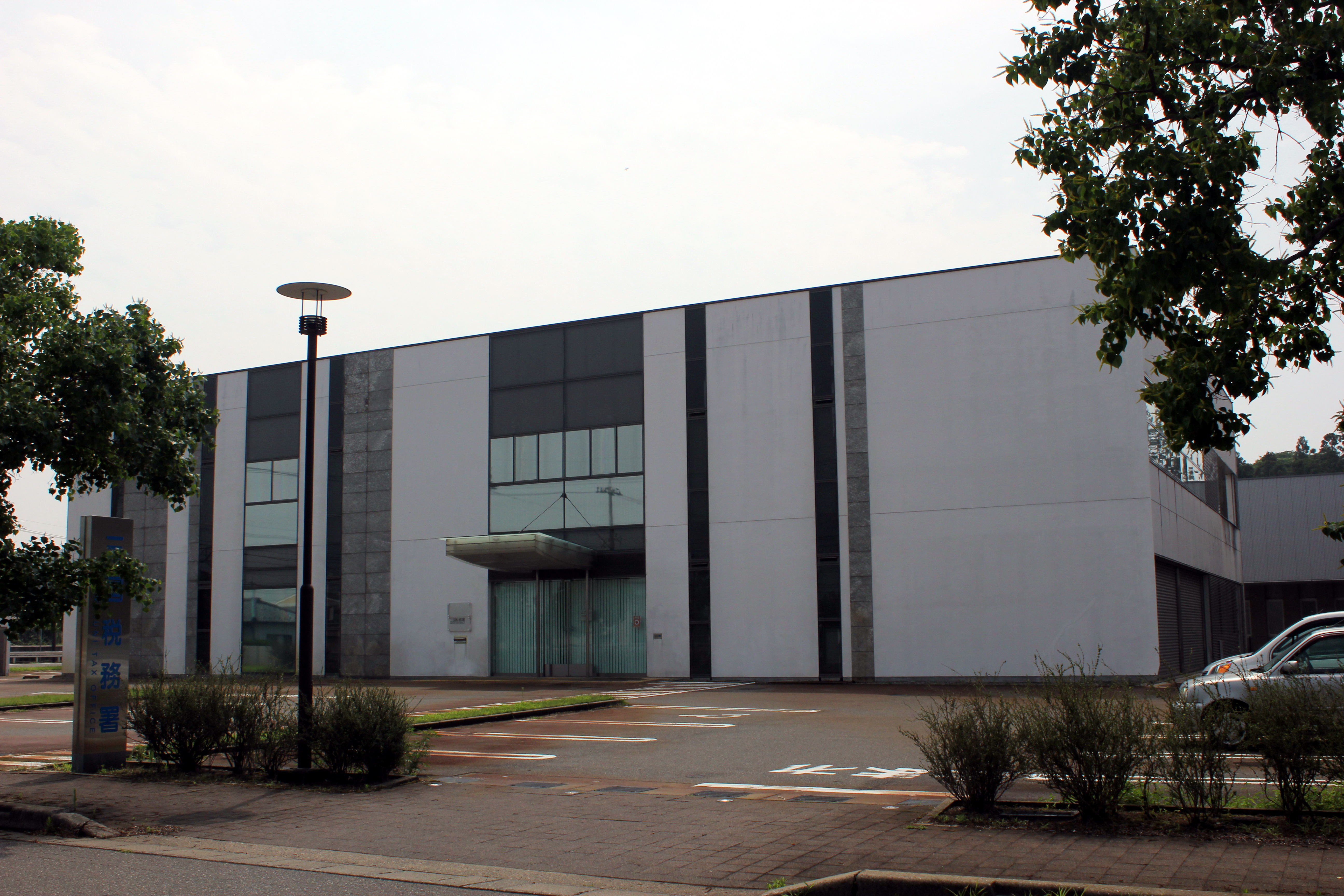
金澤國稅局（日语：金沢国税局）三國稅務署（日语：税務署）
- 坂井市立三國醫院（日语：坂井市立三国病院）
- 坂井市三國市民中心（坂井市政廳三國分所，三國未來文化會堂）
- 嶺北消防組合（日语：嶺北消防組合）嶺北三國消防署
- 坂井市立三國中學（日语：坂井市立三国中学校）
- 坂井市立三國南小學（日语：坂井市立三国南小学校）
- 福井勞動局（日语：福井労働局）三國公共職業安定所（日语：公共職業安定所）
- 福井縣警察（日语：福井県警察）坂井西警署（日语：坂井西警察署）

- 三國稅務署

## 相鄰車站
越前鐵道
■三國蘆原線
□快速（只有上行班次）
通過
■普通
水居（E41）－三國神社（E42）－三國（E43）

## 注腳
1. 1 2 3 4  川島 2010，第86頁.
2. ↑  朝日 2011，第8頁.
3. ↑  京福 2003，第29頁.
4. 1 2  京福 2003，第143頁.
5. 1 2 3  朝日 2011，第9頁.
6. ↑  京福 2003，第34頁.
7. ↑  安田・松本 2017，第10頁.
8. ↑  えちぜん鉄道と福井鉄道 交通系ＩＣカード導入１０月１１日〜 （页面存档备份，存于），NHK News，2024年9月22日。
9. ↑  えちぜん鉄道と福井鉄道が交通系ICカード導入　10月11日からICOCA、Suicaなどでキャッシュレス決済対応 （页面存档备份，存于），福井新聞，202年9月7日。
10. ↑  川島 2010，第33頁.
11. ↑  「15.交通・通信」，令和4年坂井市統計年報，第106頁 （页面存档备份，存于）。
12. ↑  國土數値情報　駅別乗降客數データ （页面存档备份，存于） - 統計情報リサーチ，2024年2月11日閱覽。
13. 1 2 3 4 5   (PDF). 坂井市情報統計課: 104. 2021-04-01  [2021-07-22]. （原始内容 (PDF)存档于2021-07-23） （日语）.
14. ↑   (PDF). 坂井市情報統計課: 105. 2021-04-01  [2021-07-22]. （原始内容 (PDF)存档于2021-07-23） （日语）.

## 外部連結
- 三國神社站 （页面存档备份，存于）（日語） - 越前鐵道